# Dichromia orosia
Dichromia orosia är en fjärilsart som beskrevs av Pieter Cramer 1780. Dichromia orosia ingår i släktet Dichromia och familjen nattflyn. Inga underarter finns listade i Catalogue of Life.